# Isonychus laevipygus
Isonychus laevipygus är en skalbaggsart som beskrevs av Frey 1964. Isonychus laevipygus ingår i släktet Isonychus och familjen Melolonthidae. Inga underarter finns listade i Catalogue of Life.